# Urostachys loefgrenianus
Urostachys loefgrenianus là một loài thực vật có mạch trong Họ Thạch tùng. Loài này được (Silveira) Herter miêu tả khoa học đầu tiên năm 1949.